# Monti Saiani

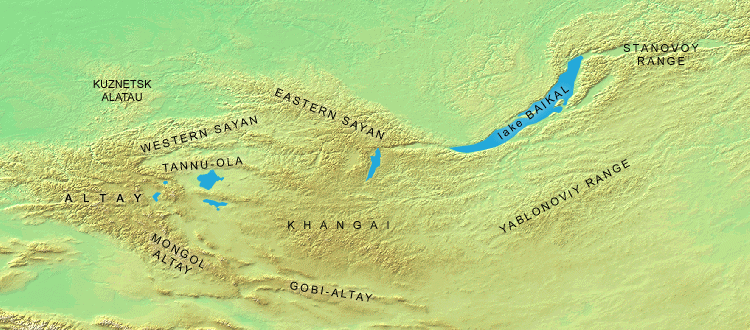
Carta della regione (in inglese)

I Monti Saiani o Sajany (in russo: Саяны, o Саянские горы, Sajanskie gory) sono un sistema montuoso composto da due distinte catene: i Saiani Orientali e i Saiani Occidentali. Sono situati in Asia, nella Siberia meridionale e si trovano all'interno del Territorio di Krasnojarsk, dell'Oblast' di Irkutsk, della Chakassia, di Tuva, della Buriazia e delle regioni settentrionali della confinante Mongolia.

## Geografia
Il sistema montuoso dei Saiani si allunga dai monti Altaj (a ovest), fino al lago Bajkal (a est), dove si collega al sistema montuoso Chamar-Daban del Transbajkal. La distanza tra i suoi punti estremi (occidentale e orientale) supera i 1 200 km e la sua larghezza va dai 550-600 km (a ovest) ai 50-60 km (a est). Da un punto di vista orografico costituiscono il limite settentrionale dell'altopiano della Mongolia nord-occidentale e lo separano dalla Siberia. 
La catena ha un'altitudine compresa per lo più fra i 1 000 e i 2 000 m s.l.m.; a ovest, la cresta della dorsale principale supera i 2 500 m, e alcune vette superano i 3 000 m. La cima più alta è il Munku-Sardyk (3 491 m). Tra le creste montane ci sono più di una dozzina di depressioni di varie dimensioni e profondità, la più nota è la grande depressione di Minusinsk.
I fiumi della regione appartengono al bacino dello Enisej che ha origine da questi monti. Tra i principali, vi sono i fiumi Chemčik, Abakan, Kantegir, Kazyr, Kizir, Mana, Kan, Birjusa, Kitoj e Irkut.

### Flora e fauna
Sulle pendici, prevale la taiga di montagna, che si trasforma sulle creste e sugli altopiani in tundra alpina. Oltre alla betulla nana (subspecie rotundifolia) e ai salici arbustivi e cespugliosi (Salix retusa, Salix reticulata, Salix herbacea e Salix polaris), è presente l'ontano arbustivo (Alnus fruticosa), il Rhododendron aureum e il pino nano siberiano.
Tra i mammiferi più caratteristici: scoiattolo, tamia, zibellino, ermellino, mosco siberiano, wapiti della Manciuria, alce, renna, orso, ghiottone e lince. Nelle regioni orientali c'è il cinghiale.
Tra gli uccelli della taiga, vi sono il francolino di monte, il gallo cedrone, il fagiano di monte, il picchio rosso maggiore, il crociere fasciato, la nocciolaia e la ghiandaia siberiana.